# Intégrité numérique
Le droit au respect de l'intégrité numérique est un droit émergent qui cherche à protéger la vie numérique des personnes. Concept juridique récent, il émerge dans les années 2020 en Europe, particulièrement en Suisse.

## Définition
Le concept de « respect de l'intégrité numérique » est basé sur le droit au respect de l'intégrité physique et morale, qui s'étendrait dans la sphère numérique. Selon certains auteurs, il s'agirait d'un « vecteur » permettant de faire valoir l'intégrité physique et morale lors de l’utilisation des technologies numériques, et le droit n'aurait ainsi pas la même « valeur intrinsèque élémentaire » que le droit à l'intégrité physique.
Le droit à intégrité numérique est conçu juridiquement comme un droit fondamental de rang constitutionnel. Son contour reste  flou car le concept est récent , mais il se développe avec la jurisprudence à l'instar du concept d'intégrité physique ou morale. Si certaines conceptions le voient comme un prolongement de l'intégrité physique et morale, d'autres rajoutent des aspects supplémentaires liées à la révolution numérique.
Ainsi, le droit à l'intégrité contiendrait le droit à « une vie hors ligne », le droit à la « sécurité dans l’espace numérique », le droit de ne pas être surveillé, mesuré ou analysé et le droit à l’oubli.
La question de la justiciabilité de ce droit, c'est-à-dire la possibilité de s'en prévaloir devant un tribunal, reste ouverte. Un droit fondamental est en effet principalement vertical, s'appliquant entre l'État et le citoyen, et plus rarement horizontal, s'appliquant aux relations entre les citoyens. Or le droit à l'intégrité numérique est conçu pour une « protection la plus globale possible des individus sur Internet » : il est donc sensé aussi s'appliquer contre les privés, ce qui est plus complexe à mettre en œuvre,.
Ce concept fait l'objet de critiques, notamment qu'il est illusoire dans un monde connecté,.

## En Suisse

### Historique
Plusieurs partis, dont le Parti socialiste suisse et Parti pirate suisse ont pris position sur l'intégrité numérique. Lors des élections fédérales de 2019, un sondage de Swico, faîtière du numérique en Suisse, indique que « Tous les partis sont entièrement ou plutôt favorables à un tel droit fondamental — 99% des participants des Verts et tout de même 55% des candidats de l’UDC. ».
Le droit est porté initialement dans plusieurs cantons romands, Genève acceptant par votation populaire en juin 2023 et Neuchâtel en novembre 2024 ; le mouvement est alors poursuivi dans plusieurs cantons alémaniques, ainsi qu'au niveau fédéral.

### Mise en œuvre

Carte d'Adoption du Droit à l'Intégrité Numérique dans les cantons suisses

#### Niveau fédéral
Un projet d'initiative populaire vise à ajouter le droit à l'intégrité numérique au sein de l'article 10 de la Constitution fédérale de la Confédération suisse. Le projet d’initiative populaire  «Pour une souveraineté numérique » tend à modifier la Constitution fédérale de la Confédération suisse pour y ajouter les notions d’intégrité et de souveraineté numérique.
Une initiative parlementaire visant à inscrire dans la Constitution fédérale le droit à l'intégrité numérique est déposée le 29 septembre 2022 par le socialiste Samuel Bendahan. En décembre 2023, le Conseil national refuse par 118 voix contre 65 d’y donner suite. La majorité de la Commission des institutions politiques, qui avait procédé à l’examen préalable du texte, avait estimé que cet ajout aurait une portée essentiellement symbolique,.

##### Jurisprudence
Un premier arrêt du Tribunal Fédéral suisse mentionne le droit à l'intégrité numérique . Le recours constitutionnel subsidiaire pour violation du droit à l'intégrité numérique est jugé recevable, malgré le fait que le tribunal rejette le recours. 

#### Niveau cantonal
Au niveau cantonal, l’introduction d’un nouveau droit fondamental dans la constitution comme le droit à l'intégrité numérique  n'est valable  qu'entre l’État  et sa population. En effet, les cantons  ne peuvent  légiférer en matière de traitement des données par les entreprises et les personnes privées, car cela relève de la compétence de la  Confédération via la loi fédérale sur la protection des données (LPD) du 25 septembre 2020.

##### Bâle Ville
En Novembre 2024, plusieurs membres du Grand Conseil du canton de Bâle-Ville ont déposé une motion demandant l'ajout du droit à l'intégrité numérique et notamment le droit à la vie hors ligne dans la Constitution cantonale.

##### Genève
En septembre 2020 dans le canton de Genève, une initiative populaire cantonale constitutionnelle est lancée par la section genevoise du Parti libéral-radical afin d'ajouter dans l’article 21 de la Constitution de la République et canton de Genève un alinéa prévoyant que « toute personne a le droit à la sauvegarde de son intégrité numérique ». En novembre 2020, l'initiative est abandonnée au profit d'une loi constitutionnelle. Le projet de loi constitutionnelle est déposé le 28 avril 2021 et prévoit l'ajout d'un alinéa nouveau identique au projet d'initiative. Le 22 septembre 2022, le Grand Conseil genevois adopte la loi constitutionnelle.
Le 1er juin 2023, lors de l'investiture du nouveau Conseil d’État, Antonio Hodgers indique dans son discours de Saint-Pierre que le Conseil d’État soutiendra le droit à l'intégrité numérique pour qu'il soit ajouté à la constitution genevoise[source insuffisante],.
Le 18 juin 2023, plus de 94 % du peuple genevois accepte d'ajouter le droit à l'intégrité numérique dans la constitution du canton. Le nouvel article 21A se lit comme suit:
Art. 21A Droit à l’intégrité numérique (nouveau)
1 Toute personne a le droit à la sauvegarde de son intégrité numérique.
2 L’intégrité numérique inclut notamment le droit d’être protégé contre le traitement abusif des données liées à sa vie numérique, le droit à la sécurité dans l’espace numérique, le droit à une vie hors ligne ainsi que le droit à l’oubli.
3 Le traitement des données personnelles dont la responsabilité incombe à l’État ne peut s’effectuer à l’étranger que dans la mesure où un niveau de protection adéquat est assuré.
4 L’État favorise l’inclusion numérique et sensibilise la population aux enjeux du numérique. Il s’engage en faveur du développement de la souveraineté numérique de la Suisse et collabore à sa mise en œuvre.

##### Jura
Une initiative parlementaire « Garantissons l’intégrité numérique pour toutes et tous ! » est déposée le 28 septembre 2022 par Quentin Haas, député au Parlement jurassien. Elle est acceptée le 15 février 2023

##### Lucerne
En Juin 2025, plusieurs membres du Conseil cantonal de Lucerne ont déposé une motion demandant l'ajout du droit à l'intégrité numérique et notamment le droit à la vie hors ligne dans la Constitution cantonale.

##### Neuchâtel
Un projet de décret modifiant la Constitution de la République et Canton de Neuchâtel est proposé en janvier 2023 au Grand Conseil neuchâtelois par le groupe socialiste.
Les modifications soumises en votation le 24 novembre 2024 sont les suivantes:
Art. 10, a (nouveau)
1 L’intégrité numérique est garantie.
2 Elle inclut notamment le droit d’être protégé contre le traitement abusif des données liées à sa vie numérique,le droit à la sécurité dans l’espace numérique, le droit à une vie hors ligne, ainsi que le droit à l’oubli.
3 L’État favorise l’inclusion numérique et sensibilise la population aux enjeux du numérique. Il s’engage en faveur du développement de la souveraineté numérique de la Suisse et collabore à sa mise en œuvre
A part le PLR qui ne donnant pas de consigne de vote, tous les partis représentés au Grand Conseil soutenaient la modification. L'introduction de l'intégrité numérique dans la constitution est acceptée par 91.51% des suffrages exprimés.

##### Valais
La Commission 2 de la Constituante sur les droits fondamentaux du canton du Valais propose l'introduction d'un alinéa dans la future Constitution qui prévoit que « Tout être humain a droit à l’intégrité numérique ». Soumis en votation le 3 mars 2024, la révision de la Constitution est cependant refusée.

##### Vaud
Une initiative déposée en janvier 2023 par une quarantaine de députés propose  d'ajouter l'article 15a Protection de l’intégrité numérique dans la constitution vaudoise comme suit:
1. Toute personne a le droit à la protection de son intégrité numérique.
2. L’intégrité numérique inclut notamment le droit d’être protégé contre le traitement abusif des données liées à sa vie numérique, le droit à la sécurité dans l’espace numérique, le droit à une vie hors ligne ainsi que le droit à l’oubli.
3. Le traitement des données personnelles dont la responsabilité incombe à l’État ne peut s’effectuer à l’étranger que dans la mesure où un niveau de protection adéquat est assuré.
4. L’État favorise l’inclusion numérique et sensibilise la population aux enjeux du numérique. Il s’engage en faveur du développement de la souveraineté numérique de la Suisse et collabore à sa mise en œuvre.

La Commission thématique des systèmes d'information, dans son rapport du 14 octobre 2023, par 10 voix pour et 2 abstentions, recommande au Grand Conseil de prendre en considération l'initiative constitutionnelle et de la renvoyer au Conseil d'État pour préavis.

##### Zoug
Une pétition déposée le 20 juin 2023 devant le Conseil cantonal de Zoug par le parti Parat propose d'ajouter un article 8 bis dans la constitution zougoise, avec le texte suivant :
1. Toute personne a le droit à son intégrité numérique.
2. L’intégrité numérique inclut notamment le droit à la sécurité dans l’espace numérique, le droit de ne pas être jugé par une machine, le droit de ne pas être surveillé, mesuré, analysé, le droit d’être protégée contre l’emploi non consenti des données liées à sa vie numérique, le droit à une vie hors ligne ainsi que le droit à l’oubli.
La Commission de contrôle judiciaire du Conseil cantonal de Zoug propose le 24 mai 2024 de ne pas donner suite à la pétition.

##### Zurich
En mars 2024, le parti pirate lance une collecte de signatures pour une initiative populaire cantonale afin d'introduire l’intégrité numérique dans sa constitution,. Le 21 août 2024, le parti pirate dépose plus de 9800 signatures sur les 6000 nécessaires, permettant de valider cette initiative.

## Dans d'autres pays

### Allemagne
En Allemagne, le Parti pirate allemand intègre le droit à l’intégrité numérique dans son manifeste pour les élections fédérales de 2025. Le parti propose de compléter l'article 2(2) de la Loi fondamentale de la République fédérale d'Allemagne avec le mot « numérique ».
Dans le Land Rhénanie-du-Nord-Westphalie en Allemagne, le parti dieBasis adopte le droit à l'intégrité numérique dans son programme en voulant suivre l'exemple de la Suisse.

### France
L'intégrité numérique est mentionnée dans un discours de juin 2017 d'Emmanuel Macron, ainsi que dans un amendement de 2018 du député Bruno Bonnel.
Une motion pour le « Droit à l’intégrité numérique des personnes dans ses grands principes, pour garantir un accès égalitaire et de qualité aux services publics, en ligne et hors ligne », inspirée par l'exemple suisse, est présentée par le groupe Strasbourg écologique et citoyenne le 9 décembre 2024 au conseil municipal ; elle est adoptée à l'unanimité,.